# الأطفال كلهم على ما يرام
الأطفال كلهم على ما يرام (بالإنجليزية: The Kids Are All Right)‏ هو فيلم كوميدي تم إنتاجه في الولايات المتحدة وصدر في سنة 2010. الفيلم من إخراج ليزا تشولودينكو وكتابة ليزا تشولودينكو. من بطولة آنيت بنينغ وجوليان مور ومارك رافالو وميا واسيكوسكا وجوش هوتشرسن. رُشح لعدد من الجوائز المهمة منها الأوسكار وبعض الجوائز كأفضل فيلم وأفضل ممثلة وأفضل دور ثانوي لممثل.

## قصة
تدور القصة حول عائلة مكونة من أمين مثليتين هما نيك وجولز لديهما ابن وإبنه بسن المراهقة، نيك تعمل كطبيبة وهي المعيل لأفراد عائلتها كما أنها تتمتع بالحزم في تعاملها مع أطفالها وعلى العكس تماماً هي شخصية جولز التي لا تعمل وتحرص على معاملة أبنائها بكل عاطفة وحنان، تسير الامور على ما يرام حتى اللحظة التي يصر فيها الابن ليزر (15 عاماً) على رؤية والده الحقيقي بول (مارك رفالو) والذي كان قد تبرع بتلقيح والدته ويطلب من شقيقته الكبرى أن تساعده في إيجاده والتعرف عليه وهو الأمر الذي يزيد من قلق نيك التي تخشى أن يتسبب ظهور بول بتفكك أسرتها..

## وصلات خارجية
- الأطفال كلهم على ما يرام على موقع IMDb (الإنجليزية)
- الأطفال كلهم على ما يرام على موقع ميتاكريتيك (الإنجليزية)
- الأطفال كلهم على ما يرام على موقع الموسوعة البريطانية (الإنجليزية)
- الأطفال كلهم على ما يرام على موقع روتن توميتوز (الإنجليزية)
- الأطفال كلهم على ما يرام على موقع نتفليكس (الإنجليزية)
- الأطفال كلهم على ما يرام على موقع قاعدة بيانات الأفلام العربية
- الأطفال كلهم على ما يرام على موقع ألو سيني (الفرنسية)
- الأطفال كلهم على ما يرام على موقع Turner Classic Movies (الإنجليزية)
- الأطفال كلهم على ما يرام على موقع أول موفي (الإنجليزية)
- الأطفال كلهم على ما يرام على موقع بوكس أوفيس موجو (الإنجليزية)

1. ↑  مذكور في: قاعدة بيانات الأفلام التشيكية السلوفاكية. لغة العمل أو لغة الاسم: التشيكية. تاريخ النشر: 2001.
2. ↑  [تحقق من المصدر] نسخة محفوظة 03 مارس 2016 على موقع واي باك مشين.
3. ↑  "'The Kids Are All Right' enjoys high-grossing debut in limited release". لوس أنجلوس تايمز. 11 يوليو 2010. مؤرشف من الأصل في 2016-01-30. اطلع عليه بتاريخ 2010-07-11.
4. ↑  Zeitchik، Steven (26 يناير 2010). "Sundance 2010: 'The Kids Are All Right' becomes a Sundance sensation". لوس أنجلوس تايمز. مؤرشف من الأصل في 2018-05-03. اطلع عليه بتاريخ 2010-02-06.